# Toxidia parvulus
Toxidia parvulus, bướm nhảy parvula hay bướm nhảy cỏ có đai là một loài bướm thuộc Họ Bướm nhảy. Chúng được tìm thấy ở lãnh thổ Thủ đô Úc, New South Wales, Queensland và Victoria.
Sải cánh dài khoảng 20 mm.
Ấu trùng ăn các loài Họ Hòa thảo. Chúng xây dựng nơi trú ẩn được làm từ một chiếc lá cuộn tròn của cây chủ của chúng. Chúng nằm trong nơi này vào ban ngày. Quá trình hóa nhộng diễn ra bên trong nơi trú ẩn.